# Península de Mani

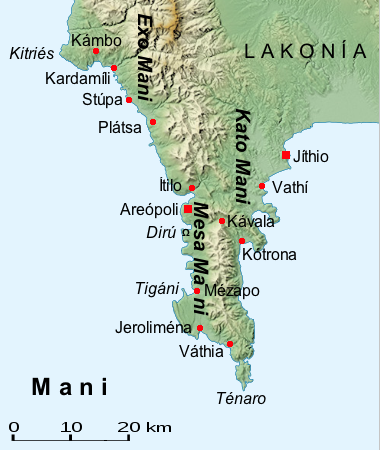
Mapa de la moderna Mani

La península de Mani (en griego: Μάνη, romanizado: Mánē), también conocida durante mucho tiempo por su nombre medieval Maina o Maïna (Μαΐνη), es una región geográfica y cultural del sur de Grecia que alberga a los maniotas (Mανιάτες, Maniátes en griego), que reivindican descender de los antiguos espartanos. La capital de Mani es Areópoli. Mani es la península central de las tres que se extienden hacia el sur desde el Peloponeso en el sur de Grecia. Al este se encuentra el golfo de Laconia, al oeste el golfo de Mesenia. La península de Mani es una continuación de la cordillera del Taigeto, la espina dorsal occidental del Peloponeso. 

## Etimología

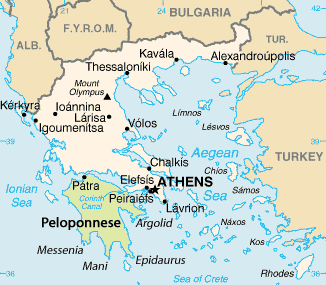
Mapa de Grecia en el que se destaca el Peloponeso - Mani es la península central al sur del Peloponeso.

El nombre Mani puede proceder del nombre del castillo franco le Grand Magne. En la Edad Media el nombre era Maini.

## Geografía
El terreno es montañoso e inaccesible.
Hasta hace pocos años, a muchos pueblos de Mani sólo se podía llegar por mar. En la actualidad, una carretera estrecha y sinuosa se extiende a lo largo de la costa occidental desde Kalamata hasta Areópoli, y luego hacia el sur hasta el cabo Ténaro, que es el punto más meridional de la Grecia continental, antes de girar hacia el norte, en dirección a Gition. Otra carretera, que utilizan los autobuses públicos de la línea El Pireo - Mani, que existe desde hace varias décadas, viene de Trípoli a través de Esparta, Gition, Areópoli y termina en el puerto de Gerolimenas, cerca del cabo Ténaro. Mani se ha dividido tradicionalmente en tres regiones: 
- Exo Mani (Έξω Μάνη) o Mani Exterior al noroeste,
- Kato Mani (Κάτω Μάνη) o Baja Mani al este,
- Mesa Mani (Μέσα Μάνη) o Mani Interior al suroeste.

Una cuarta región llamada Vardounia (Βαρδούνια) al norte también se incluye a veces, pero nunca fue históricamente parte de Mani. Vardounia sirvió de amortiguador entre las llanuras de Eurotas, controladas por los otomanos y los turcos, y Mani. Un contingente de colonos albaneses musulmanes fue trasladado a la región por los otomanos. Estos colonos formaron un gran segmento de la población local hasta la Guerra de independencia de Grecia, cuando huyeron a la fortaleza turca de Trípoli. Tras la guerra, la población griega de Vardounia se vio reforzada por colonos de la Baja Mani y la Laconia central.
Administrativamente, Mani está dividida hoy en día entre las unidades periféricas de Laconia (Kato Mani, Mesa Mani) y Mesenia (Exo Mani), en la periferia del Peloponeso, pero en la antigüedad se encontraba totalmente dentro de Laconia, el distrito dominado por Esparta. La Mani mesenia (también llamada aposkiaderi, expresión local que significa "sombría") recibe algo más de precipitaciones que la laconia (llamada prosiliaki, expresión local que significa "soleada"), y es por tanto más productiva en la agricultura. Los maniotas de la actual Mani mesenia tienen apellidos que terminan uniformemente en -éas, mientras que los maniotas de la actual Mani laconia tienen apellidos que terminan en -ákos; además, existe la terminación -óggonas, una corrupción de éggonos, "nieto".

## Historia
En la cueva de Alepotrypa, en el lado occidental de la península, se encontró un cráneo de Homo sapiens de hace más de 210.000 años. En 2019 era la evidencia más antigua de Homo sapiens en Europa.
Se han encontrado restos neolíticos en muchas cuevas a lo largo de las costas de Mani, incluida la cueva de Alepotrypa. Homero se refiere a una serie de ciudades en la región de Mani, y se han encontrado algunos artefactos del periodo micénico (1900 a. C. - 1100 a. C.). La zona fue ocupada por los dorios hacia el año 1200 a. C. y pasó a depender de Esparta. Tras la destrucción del poder espartano en el siglo III a. C., Mani siguió siendo autónoma.
A medida que el poder del Imperio Bizantino declinaba, la península se alejaba del control del Imperio. La fortaleza de Maini, en el sur, se convirtió en el centro de la zona. En los siglos siguientes, la península fue disputada por los bizantinos, los francos y los sarracenos.
Tras la Cuarta Cruzada, en 1204, los caballeros italianos y franceses (conocidos colectivamente por los griegos como francos) ocuparon el Peloponeso y crearon el Principado de Acaya. Construyeron las fortalezas de Mystras, Passavas, Gustema (Beaufort) y Gran Maina. A partir de 1262, la zona quedó bajo dominio bizantino, formando parte del Despotado de la Morea.
En 1460, tras la caída de Constantinopla, el Despotado pasó a manos de los otomanos. Mani no fue sometida y conservó su autogobierno interno a cambio de un tributo anual, aunque sólo se pagaba una vez. Los jefes locales o beys gobernaban Mani en nombre de los otomanos.
El primero de ellos fue Limberakis Gerakaris en el siglo XVII. Antiguo remero de la flota veneciana convertido en pirata, fue capturado por los otomanos y condenado a muerte. El Gran Visir lo indultó, con la condición de que asumiera el control de Mani como agente otomano. Gerakaris aceptó y aprovechó la oportunidad para llevar a cabo su enemistad con la fuerte familia maniota de los Stephanopouloi: sitió su sede en Oitylo, capturó a 35 de ellos y los hizo ejecutar. Durante sus veinte años de reinado, cambió de lealtad entre los venecianos y los turcos.
Tras el fracaso de la revuelta de Orlov, en 1776 la Porte reconoció el estatus de autonomía de Mani, y durante los siguientes 45 años, hasta el estallido de la Guerra de la Independencia griega en 1821, ocho gobernantes ("beys") reinaron en la península en nombre de la Porte:
- Tzanetos Koutoufaris (1776-1779)
- Michalbey Troupakis, conocido como Mourtzinos (1779-1782)
- Tzanetos Kapetanakis Grigorakis o Tzanetbey (1782-1798)
- Panagiotis Koumoundouros (1798-1803)
- Antonbey Grigorakis (1803-1808)
- Konstantinos Zervakos o Zervobey (1808-1810)
- Theodorobey Tzanetakis (1811-1815)
- Petrobey Mavromichalis (1815-1821)

A medida que el poder otomano declinaba, las montañas de Mani se convirtieron en un bastión de los kleftes, bandidos que también luchaban contra los otomanos. También hay pruebas de una importante emigración maniot a Córcega en algún momento de los años otomanos. Petros Mavromichalis, el último bey de Mani, fue uno de los líderes de la Guerra de la Independencia griega. Proclamó la revolución en Areópolis el 17 de marzo de 1821. Los maniotas contribuyeron en gran medida a la lucha, pero una vez conquistada la independencia griega, quisieron conservar la autonomía local. Durante el reinado de Ioannis Kapodistrias, se resistieron violentamente a la injerencia exterior, hasta el punto de que Mavromichalis mató a Kapodistrias.
En 1878, el gobierno nacional redujo la autonomía local de los manis, y la zona se fue convirtiendo en un remanso; los habitantes abandonaron la tierra mediante la emigración, y muchos se fueron a las principales ciudades griegas, así como a Europa occidental y Estados Unidos. No fue hasta la década de 1970, cuando la construcción de nuevas carreteras apoyó el crecimiento de la industria turística, que Mani empezó a recuperar población y a ser próspera.

## Economía
A pesar de la aridez de la región, Mani es conocida por sus singulares productos culinarios, como la glina o syglino (salchicha de cerdo ahumada con hierbas aromáticas como el tomillo, el orégano, la menta, etc. y conservada en manteca de cerdo junto con cáscara de naranja). Mani también es conocida por el aceite de oliva virgen, prensado suave a partir de aceitunas parcialmente maduras de la variedad Koroneiki, que se cultivan en terrazas en la montaña. La miel local también es de buena calidad.
Hoy en día, los pueblos costeros de Mani están llenos de cafés y tiendas de recuerdos. La península atrae a los visitantes por sus iglesias bizantinas, castillos francos, playas de arena y paisajes. Algunas playas populares durante el verano son Kalogria y las playas del puerto de Stoupa, mientras que Kardamyli y Agios Nikolaos tienen también buenas playas de guijarros y arena. Las antiguas casas-torre de Mani (pyrgospita) son importantes atracciones turísticas, y algunas ofrecen alojamiento a los visitantes. Las cuevas de Vlychada en Pirgos Dirou, cerca de Oitylo, son también un destino turístico muy popular. Como están parcialmente sumergidas, los visitantes las recorren en embarcaciones tipo góndola.
Gytheio, Areopoli, Kardamyli y Stoupa se llenan de turistas durante los meses de verano, pero la región es generalmente tranquila durante el invierno. Muchos habitantes trabajan como olivicultores y dedican los meses de invierno a la recolección y procesamiento de la aceituna. Algunos de los pueblos de las montañas están menos orientados al turismo y suelen tener muy pocos habitantes.

## Galería

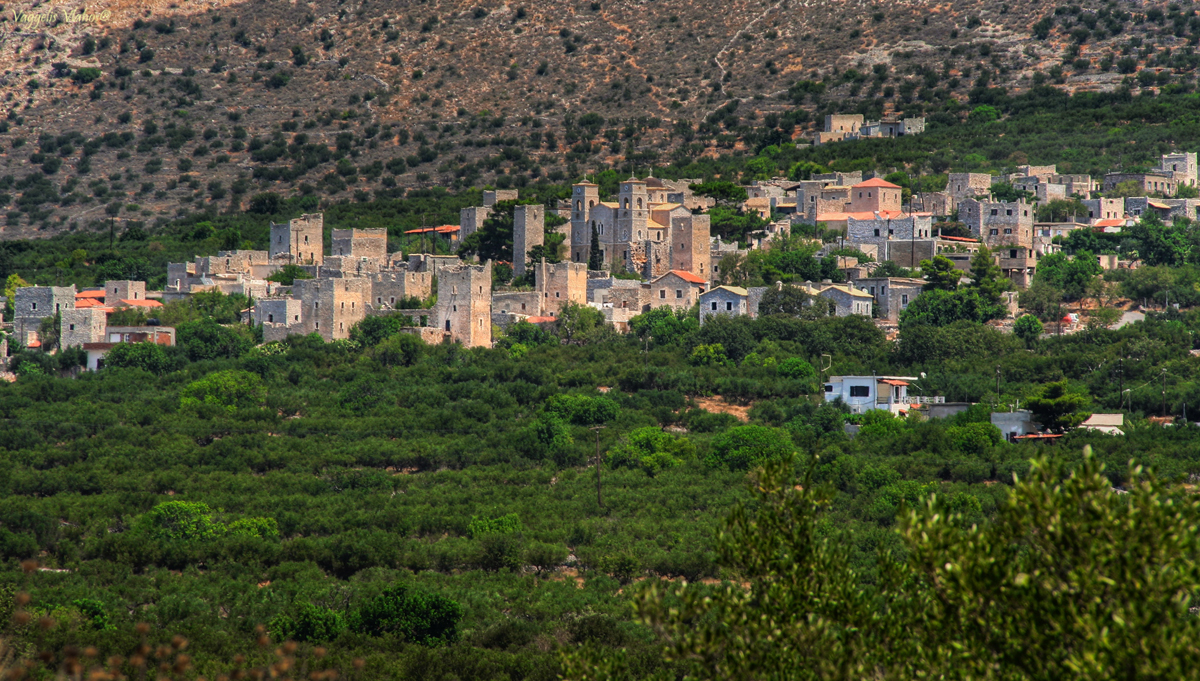
Casas en torre en Skoutari
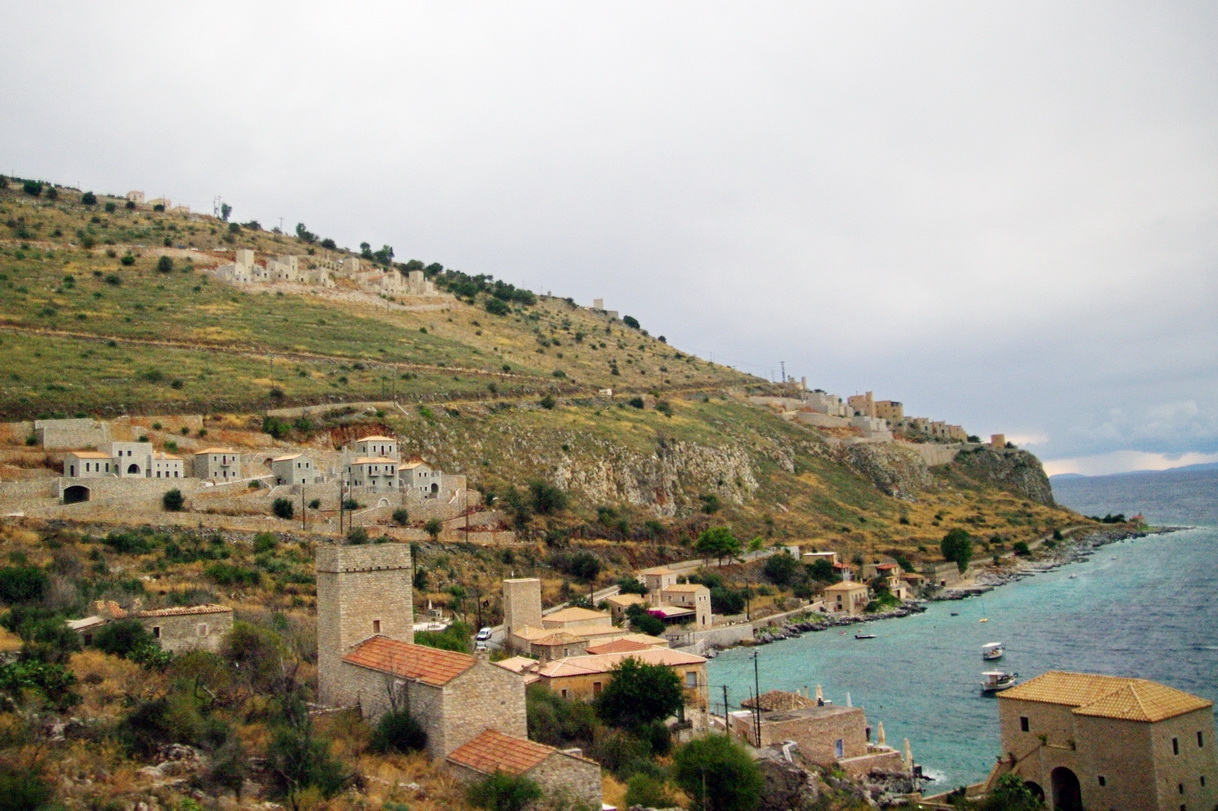
Pueblo de Oitylo
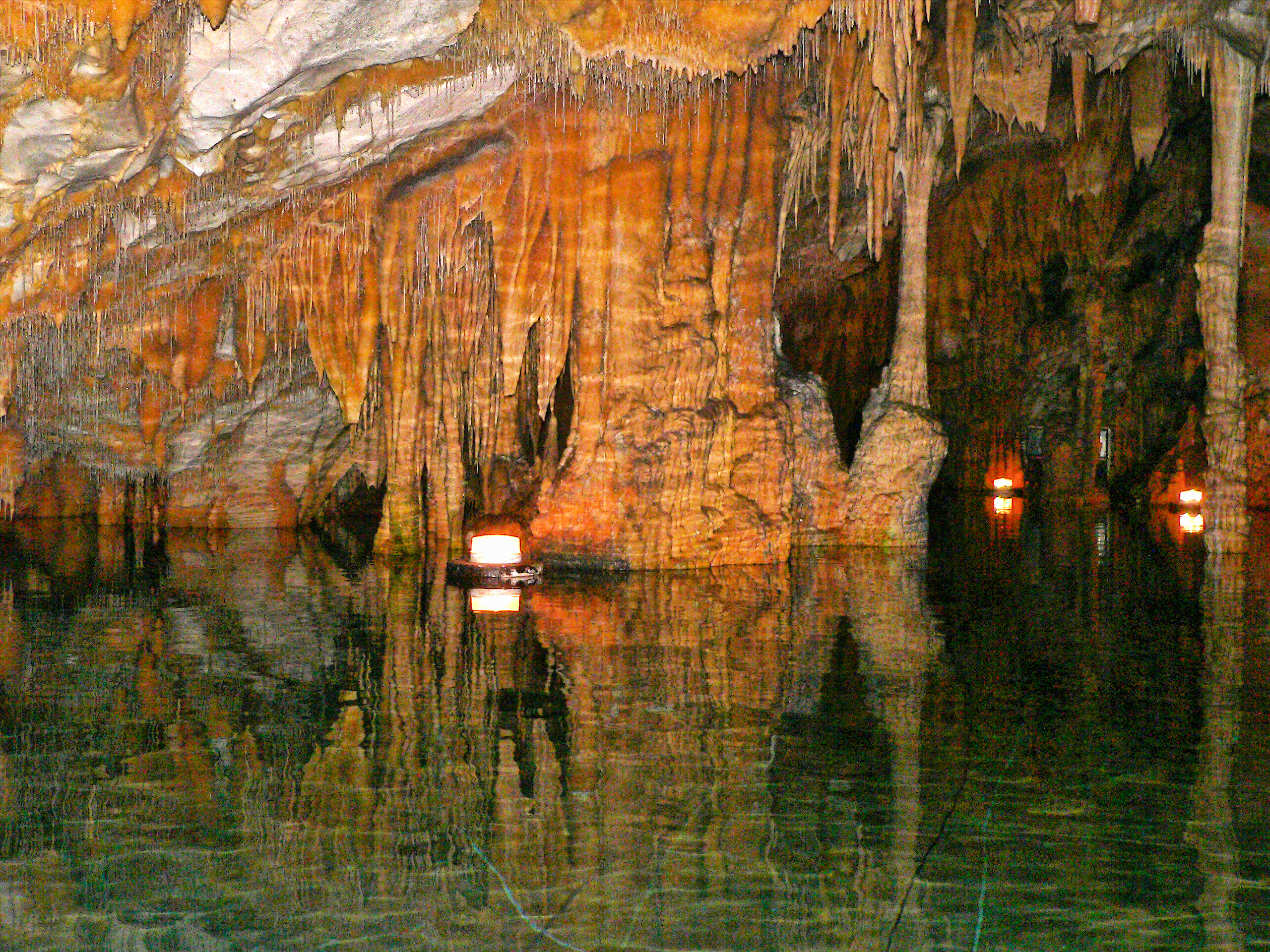
Cueva de Diros
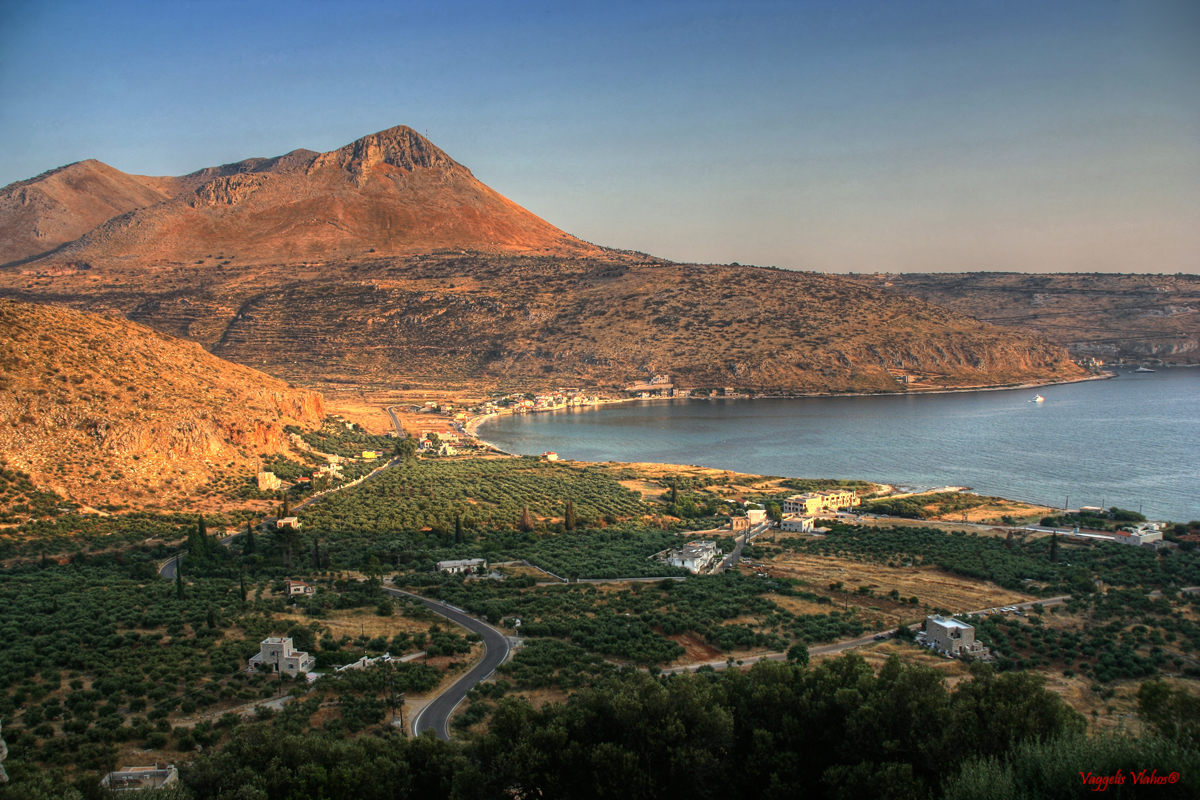
Paisaje
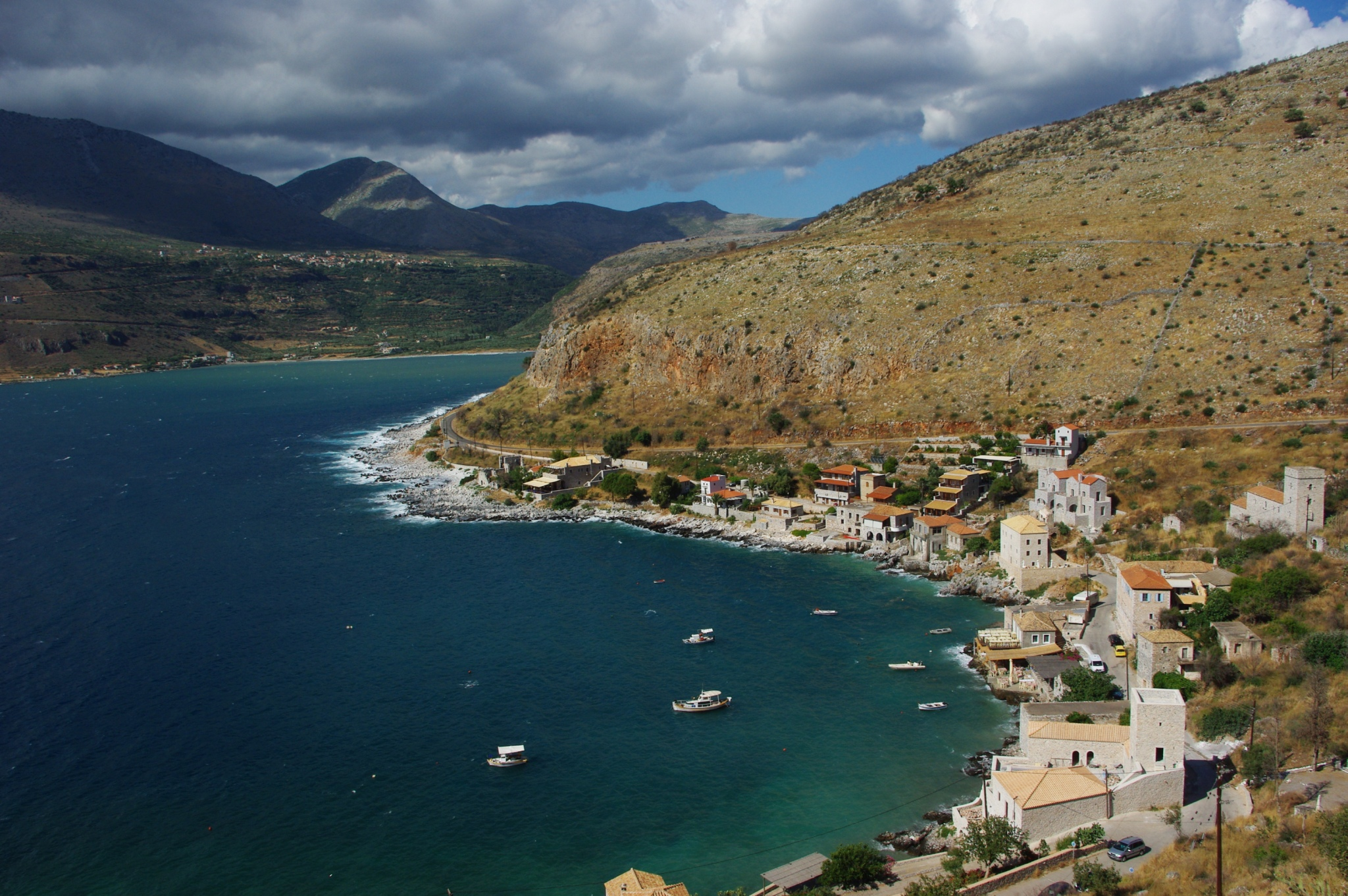
Puerto de Areópoli
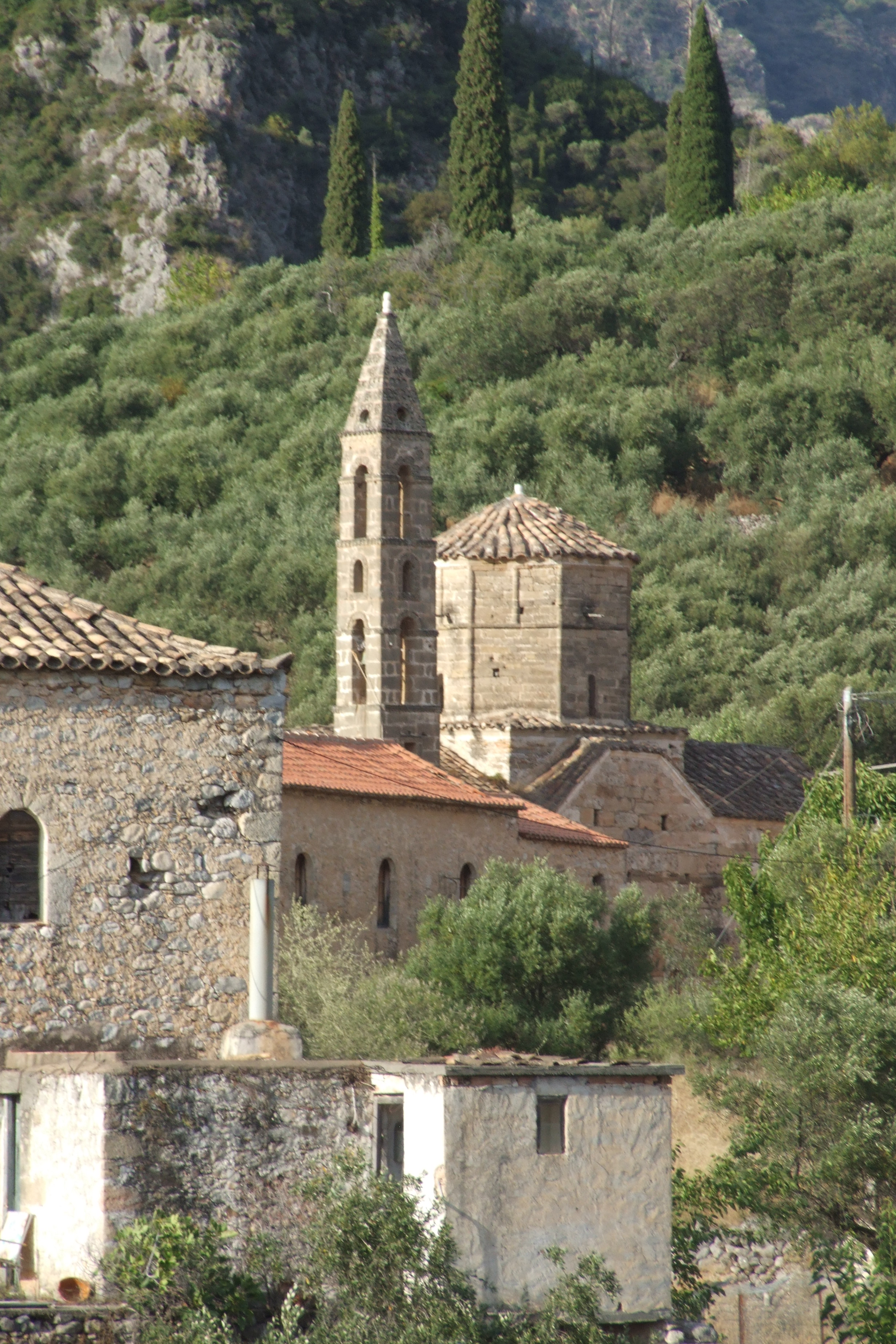
La iglesia de San Espiridón en Kardamyli
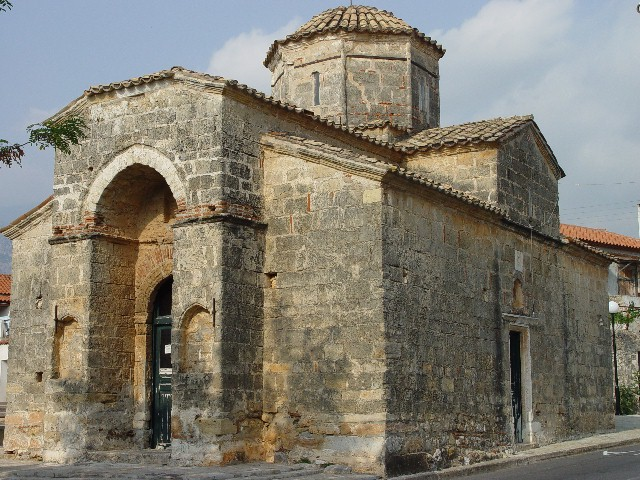
Iglesia bizantina de San Teodoroi en Kampos

## Más información
- Patrick Leigh Fermor, (1958). Mani: Travels in the Southern Peloponnese. London: John Murray. Reissued in paperback 2004, ISBN 0-7195-6691-6.
- Mickey Demos, Life in Mani Today: The Road to Freedom. 2011
- Alta Ann Parkins, "Pictures of the Mani", Athens 1971.
- Pinzelli, Eric (2020). Venise et l'Empire Ottoman: Les guerres de Morée (1684-1718) (en francés). Athens. ISBN 9798574538371.